# Município de Hale (condado de Hardin, Ohio)
O município de Hale (em inglês: Hale Township) é um município localizado no condado de Hardin no estado estadounidense de Ohio. No ano de 2010 tinha uma população de 1 590 habitantes e uma densidade populacional de 16,79 pessoas por km².

## Geografia
O município de Hale encontra-se localizado nas coordenadas 40° 32′ 06″ N, 83° 30′ 42″ O. Segundo a Departamento do Censo dos Estados Unidos, o município tem uma superfície total de 94.68 km², da qual 94,63 km² correspondem a terra firme e (0,05 %) 0,04 km² é água.

## Demografia
Segundo o censo de 2010, tinha 1 590 pessoas residindo no município de Hale. A densidade populacional era de 16,79 hab./km².